# Тетрадная теория гравитации
Тетрадная теория гравитации — обобщение общей теории относительности, которое
постулирует, что исходные гравитационные переменные являются четырёхвекторами, а метрический тензор целиком определяется
из них. Была предложена датским физиком Х. Мёллером в 1961 году. В случае слабых полей совпадает с общей теорией относительности. При соответствующем выборе вида лагранжиана для уравнений поля позволяет избавиться от проблемы сингулярностей в общей теории относительности.

## Основные положения
В тетрадной теории гравитации гравитационное поле описывается четырьмя независимыми контравариантными векторными полями {\displaystyle h_{a}^{i}} или четырьмя независимыми ковариантными векторными полями {\displaystyle h_{i}^{a}}, связанными друг с другом посредством уравнений {\displaystyle h_{i}^{a}h_{b}^{i}=\delta _{ab},h_{a}^{i}h_{k}^{a}=\delta _{ik}}.
Метрический тензор {\displaystyle g_{ik}} определяется следующим образом: {\displaystyle g_{ik}=h_{i}^{a}h_{ak}=h_{i}^{a}\eta _{ab}h_{k}^{b},g^{ik}=h^{ai}h_{a}^{k}=\eta ^{ab}h_{a}^{i}h_{b}^{k}}.
Уравнения гравитационного поля выводятся из принципа Лагранжа: {\displaystyle \delta \int {\mathcal {f}}L+\varkappa L_{m}{\mathcal {g}}{\sqrt {-g}}dx=0} с произвольными вариациями {\displaystyle \delta h_{a}^{i}} полевых переменных, которые исчезают на границе интегрирования.
Теорию гравитации без сингулярностей удаётся построить в случае лагранжиана: {\displaystyle L=\gamma _{rst}\gamma ^{tsr}-\gamma _{sn}^{n}\gamma _{n}^{sn}+\lambda L'}, где {\displaystyle L'} — однородная функция четвёртой степени от {\displaystyle h_{a,s}^{n}},
{\displaystyle \lambda } — постоянная, имеющая размерность квадрата длины, {\displaystyle \gamma _{ikl}=h_{i}^{a}h_{ak;l}=-\gamma _{kil}}.